# Elizaveta Ostrogska
Pour les articles homonymes, voir Ostrogska.
 (mai 2025).
Si vous disposez d'ouvrages ou d'articles de référence ou si vous connaissez des sites web de qualité traitant du thème abordé ici, merci de compléter l'article en donnant les références utiles à sa vérifiabilité et en les liant à la section « Notes et références ».
 (mai 2025).
La mise en forme du texte ne suit pas les recommandations de Wikipédia : il faut le « wikifier ».
Les points d'amélioration suivants sont les cas les plus fréquents. Le détail des points à revoir est peut-être précisé sur la page de discussion.
- Les titres sont pré-formatés par le logiciel. Ils ne sont ni en capitales, ni en gras.
- Le texte ne doit pas être écrit en capitales (les noms de famille non plus), ni en gras, ni en italique, ni en « petit »…
- Le gras n'est utilisé que pour surligner le titre de l'article dans l'introduction, une seule fois.
- L'italique est rarement utilisé : mots en langue étrangère, titres d'œuvres, noms de bateaux, etc.
- Les citations ne sont pas en italique mais en corps de texte normal. Elles sont entourées par des guillemets français : « et ».
- Les listes à puces sont à éviter, des paragraphes rédigés étant largement préférés. Les tableaux sont à réserver à la présentation de données structurées (résultats, etc.).
- Les appels de note de bas de page (petits chiffres en exposant, introduits par l'outil «  Source ») sont à placer entre la fin de phrase et le point final[comme ça].
- Les liens internes (vers d'autres articles de Wikipédia) sont à choisir avec parcimonie. Créez des liens vers des articles approfondissant le sujet. Les termes génériques sans rapport avec le sujet sont à éviter, ainsi que les répétitions de liens vers un même terme.
- Les liens externes sont à placer uniquement dans une section « Liens externes », à la fin de l'article. Ces liens sont à choisir avec parcimonie suivant les règles définies. Si un lien sert de source à l'article, son insertion dans le texte est à faire par les notes de bas de page.
- La présentation des références doit suivre les conventions bibliographiques. Il est recommandé d'utiliser les modèles {{Ouvrage}}, {{Chapitre}}, {{Article}}, {{Lien web}} et/ou {{Bibliographie}}. Le mode d'édition visuel peut mettre en forme automatiquement les références.
- Insérer une infobox (cadre d'informations à droite) n'est pas obligatoire pour parachever la mise en page.

Pour une aide détaillée, merci de consulter Aide:Wikification.
Si vous pensez que ces points ont été résolus, vous pouvez retirer ce bandeau et améliorer la mise en forme d'un autre article.
 (mai 2025).

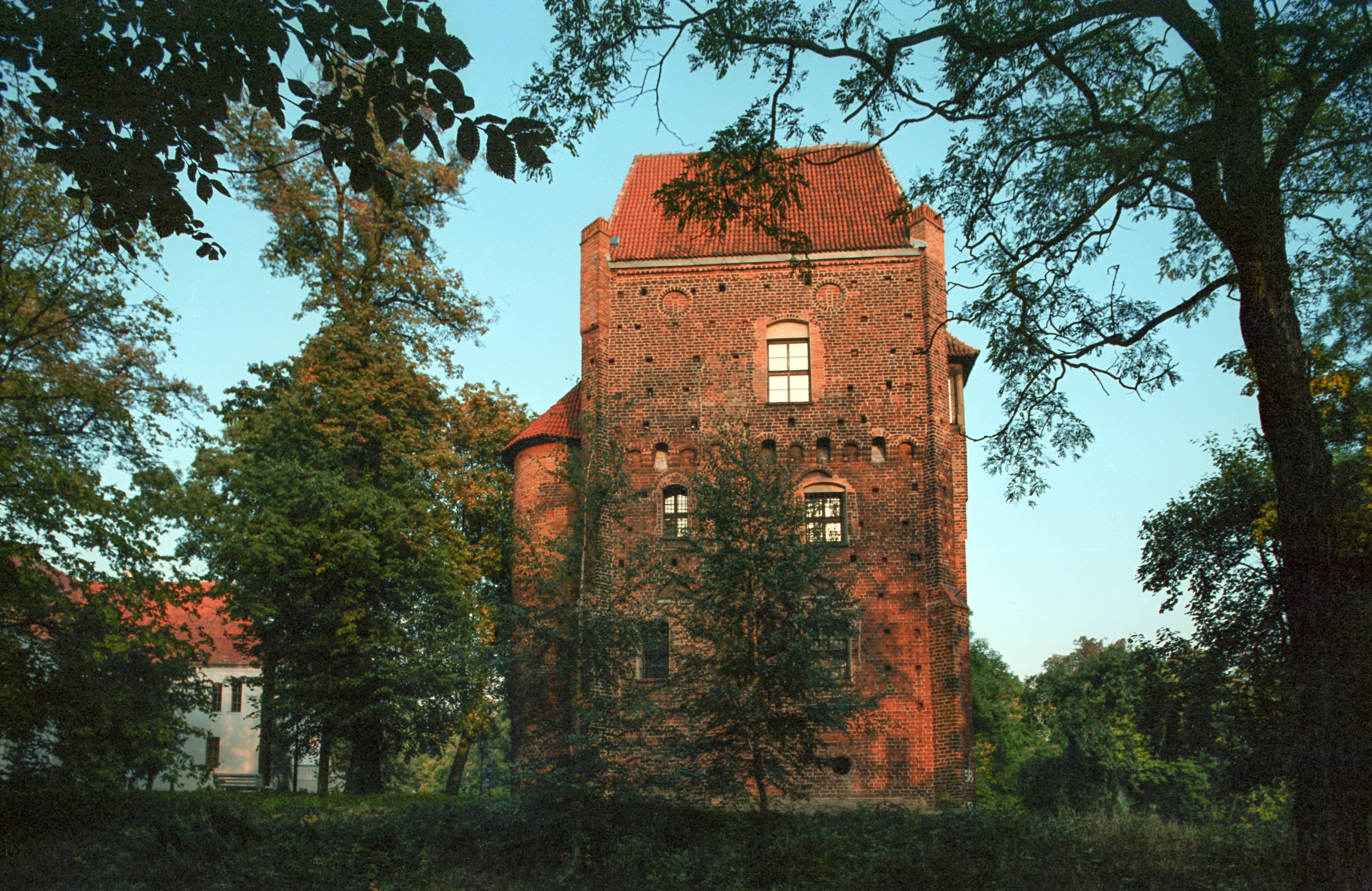
Szamotuły - Tour Halszka

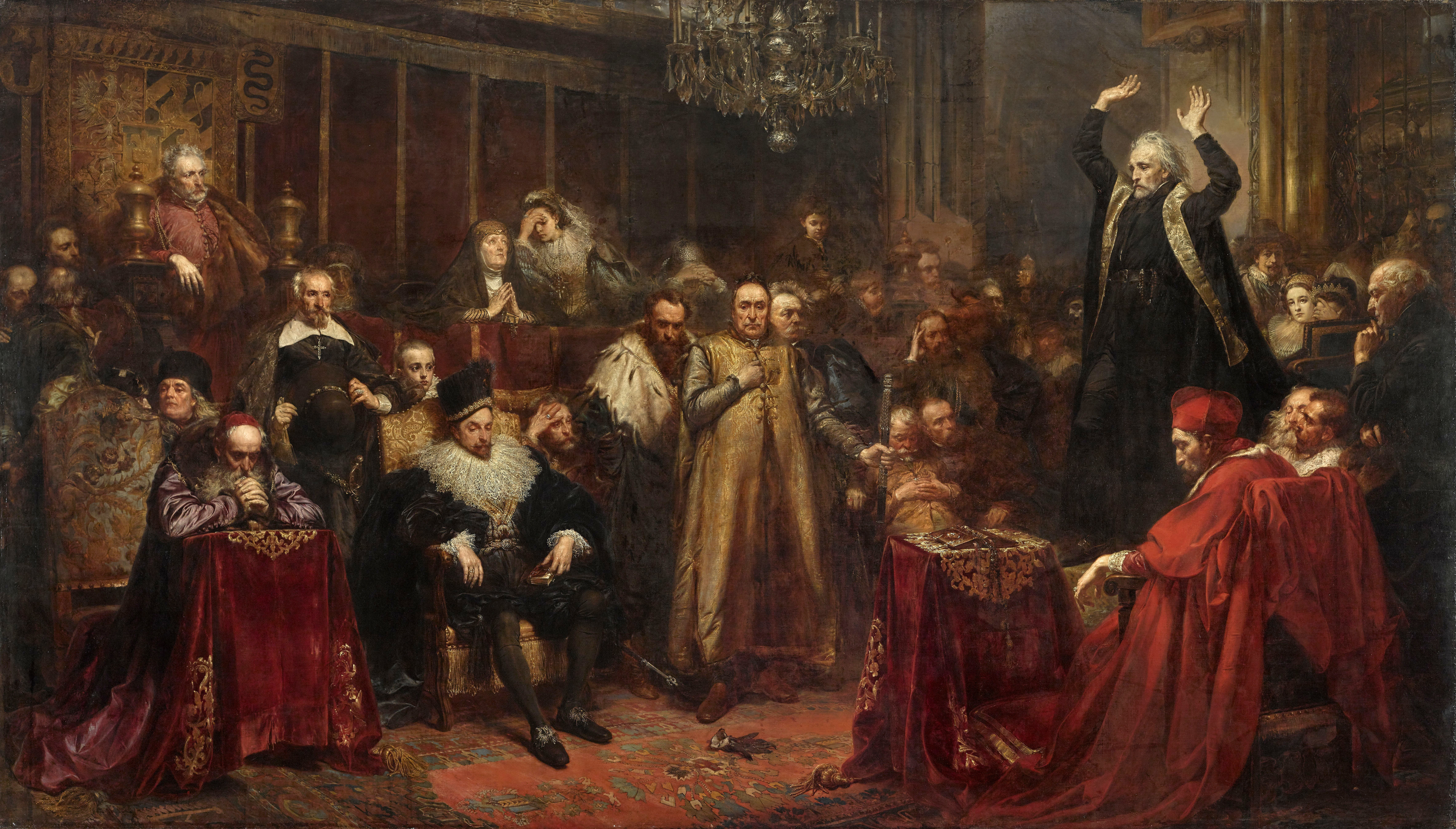
Jan Matejko - Kazanie Skargi

Elizaveta Ostrogska, née en 1539 et morte en 1582, connue également sous le nom d'Elżbieta ou Halshka, est une princesse ruthène. Elle était la fille unique du prince Illia Ostrogski et de Beata Kościelecka.

## Biographie
Elizaveta Ostrogska naît au château d'Ostroh en 1539, peu après la mort de son père. Elle hérite d'une grande fortune, ce qui en fait une prétendante attrayante pour les maris potentiels. À l'âge de 14 ans, son oncle, Konstanty Wasyl Ostrogski, contre la volonté de sa mère, lui fait épouser Dymitr Sanguszko, staroste de Kaniv, Tcherkassy et Jytomyr. Dymitr doit bientôt s'enfuir à cause de l'infamie et du conflit avec Sigismond II Auguste, mais il est capturé et tué par Marcin Zborowski à Jaroměř en 1554.
En 1555, le roi lui fait épouser Łukasz Górka, voïvode de Poznań, Kalisz, Łęczyca et Brześć Kujawski, à nouveau contre son gré et celui de sa mère, qui voulait qu'elle épouse Siemion Olelkowicz, prince de Sloutsk. La mère et la fille s'enfuient à Lviv et se cachent dans l'église dominicaine. Le prince Siemon se glisse dans l'église habillé en mendiant et épouse secrètement la princesse Ostrozka en 1559. Le roi ne le reconnaît pas et ordonne au prince Siemon de rendre Elizaveta à Górka. L'église est assiégée et la mère et la fille sont contraintes de se rendre et d'accepter la volonté du roi.
Sa mère, Beata Kościelecka, tente pendant de nombreuses années d'annuler le mariage avec Łukasz Górka. Entre-temps, le prince Siemion Olelkovycz Slutski meurt. À sa mort, Elizaveta commence à participer aux affaires sociales avec son mari de jure. Elżbieta vit avec Górka dans son château de Szamotuły jusqu'à la mort de ce dernier en janvier 1573.
Lorsqu'elle devint veuve pour la troisième fois, son oncle Konstanty Wasyl l'oblige à lui céder, ainsi qu'à son fils Janusz, une partie de sa fortune.
Elle meurt seule, folle, à l'âge de 43 ans en 1582.

## Inspirations
Le livre de Józef Ignacy Kraszewski, nommé Halszka (Wilno 1838), s'est inspiré du destin tragique de son personnage.
Jan Matejko l'a peint au second plan du tableau Le Sermon de Piotr Skarga.
Une légende raconte que l'une des tours du château de Szamotuły aurait servi de prison à une « princesse noire », dont le visage était masqué par un masque de fer imposé par son époux.